# Кымса (станция метро)
«Кымса» (кор. 금사역) — подземная станция Пусанского метро на Четвёртой линии. Она представлена одной островной платформой. Станция обслуживается Пусанской транспортной корпорацией. Расположена в квартале Кымса-дон (110-10 Geumsa-dong) административного района Кымджонгу города Пусан (Республика Корея). На станции установлены платформенные раздвижные двери.
Станция была открыта 30 марта 2011 года.
Открытие станции было совмещено с открытием всей Четвёртой линии, длиной 10,8 км, и еще 13 станций.